# سرلینگهام
سرلینگهام (به انگلیسی: Surlingham) یک روستا و محله مدنی در بریتانیا است که در South Norfolk واقع شده‌است. سرلینگهام ۷٫۳۲ کیلومتر مربع مساحت و ۷۲۵ نفر جمعیت دارد.